# Rustaq (Oman)
Pour les articles homonymes, voir Rustaq.
Rustaq (ou Ar Rustaq) est une ville du Sultanat d'Oman, située au nord du pays dans la région Al Batinah.
Rustaq est doté d'un aéroport (Code OACI : OORQ).

## Étymologie
Le nom de la ville est dérivé de l'iranien moyen, rustag, un mot qui désigne un village étendu.